# 優香
優香（ゆうか、1980年（昭和55年）6月27日 - ）は、日本のタレント・女優。
東京都立川市生まれ、武蔵村山市・あきる野市育ち。ホリプロ所属。夫は俳優の青木崇高。

## 略歴

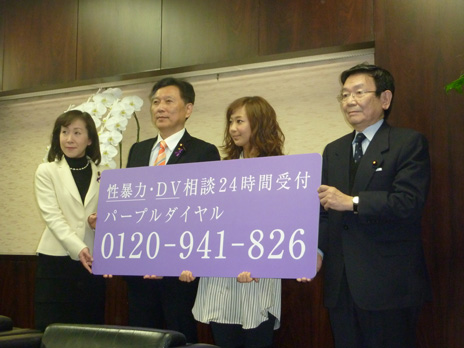
2011年2月8日、内閣府にて、与謝野馨らと

7歳上の姉と5歳上の兄の3人姉兄の次女として生まれる。
武蔵村山市立第八小学校入学、後に秋川市立（現・あきる野市立）西秋留小学校へ転校。藤村女子中学校・高等学校を経て、日出女子学園高等学校卒業。
1997年（平成9年）3月27日、池袋駅近くのピーダッシュパルコ前でスカウトされた。 デビュー当初は、ホリプロ初のグラビアアイドルとして話題となった。デビューから各種雑誌の表紙などを席巻し、グラビアクイーンとして人気者になる。優香の成功により、イエローキャブの全盛期であったグラドル界に新風が吹き込み、これをきっかけとして他の芸能事務所もグラビアアイドルを育てる流れが生まれた。ホリプロも、優香の妹分として翌年に堀越のりをデビューさせるなど攻勢を続け、積極的にグラビアアイドルを売り出すようになった。
1998年（平成10年）、当時のホリプロ所属のアイドルらとユニット「HiP」を結成。優香は初代メンバーとして参加し、後に2代目リーダーとなった。また、同年にマツモトキヨシでCM初出演。
1999年（平成11年）秋にはジョージアのCMで飯島直子と共演し、ブレイクを果たす。
1999年（平成11年）春には、堀越のり・吉井怜・唐沢美帆との1ヵ月の期間限定音楽ユニット「NITRO」として活動。
2000年（平成12年）からはグラビアアイドルを引退し、タレントとして活動。自然体で明るい性格を生かして番組の司会やコントをこなし、女優としての活動も広げはじめる。
2002年（平成14年）8月をもって、「HiP」メンバーを卒業。
2004年（平成16年）、大河ドラマ『新選組!』でヒロイン役に抜擢され、深雪太夫とお孝（深雪太夫の妹）の1人2役を演じた。
2005年（平成17年）、舞台版『電車男』にてエルメスの声役で舞台に初出演。
2007年（平成19年）、デビュー10周年を迎えたことを記念し、11月26日発売号の『週刊プレイボーイ』で記念グラビアに登場。同時にオフィシャルページ「優香くらぶ」もリニューアルされた。
2012年（平成24年）、デビュー15周年の年に連続ドラマとしては11年ぶりに「本日は大安なり」で主演、また12年ぶりに水着ありの写真集「優香グラビア」とダイエットに成功した理由などを書いたボディブックの「優香ボディ」を発売。同年3月31日をもって、9年間司会を務めた『王様のブランチ』を降板。
私生活では、NHK木曜時代劇『ちかえもん』での共演を機に交際していた俳優の青木崇高と、半年の交際期間を経て2016年（平成28年）6月27日に結婚。7月27日、明治神宮で挙式。
2019年（令和元年）11月20日、第1子妊娠を発表。2020年3月9日放送の『Qさま!!』で産休入りを報告。4月27日、第1子出産を夫・青木との連名で報告。11月9日放送分から『Qさま!!』に復帰。

## エピソード
- 特技は、フェンシング（中学時代の部活動）、バドミントン[13]。趣味は、絵本を読むこと[13]。
- 池袋パルコ前でスカウトされたとき、その池袋で同じ日、優香の数十分後に、ホリプロの別の社員によって藤原竜也もスカウトされている[14]。スカウトから2ヶ月ほど経った後、社内でスカウトされた人達が集められてオーディションが行われたが、それに合格し、デビューしたのは優香だけだった。なお、スカウトされてからオーディションまで一切の連絡がなかったため、落選したと思い込んでいたと語っている[15]。ちなみに、スカウトされた時は当時付き合っていた男性に振られたばかりで落ち込んでいて、その男性を見返す意味もあって芸能界に入った[16]。
- 元祖「癒し系グラビアアイドル」として有名だが、最近のアイドルのように、最初から「癒し系」として売り出した訳ではなかった。「癒し系」と呼ばれるようになったのはジョージアのCMの影響が大きく、グラビアを引退する頃とほぼ重なっている[17]。優香自身は「癒し系」といわれる事については、まったくこだわっていないとのこと（本人談）。なお、実際に水着グラビアの活動を行っていた時期は、1997年（平成9年）冬から2000年（平成12年）春までである。
- お笑い好きで、本人曰く「テレビはいつもバラエティ番組を中心に見る」[18]。志村けんとはデビュー直後からコントをしており[2]（『志村けんのバカ殿様』で演じる優香姫が有名）、志村からの評価・信頼も厚く、「志村ファミリーの一員だ」と語っている。
- Mr.Childrenやaikoの大ファンで、aikoとはプライベートでも親交が深い。そして相川七瀬とは家族ぐるみの付き合いをしている親友。Mr.Childrenに関しては、インタビューなどで理想のタイプとして桜井和寿と名前を挙げるほどのファン。優香自身も、歌が上手いとは言い難いがカラオケ好きである[19]。
- 小学生、中学生の頃は女性芸能人が好きで、内田有紀や牧瀬里穂のポスターを自分の部屋に飾っていたことがあった[20]。
- 本人曰く食べ物は辛いものが苦手で、唐辛子・わさびは食べられない。子供の頃、近所の子たちと自宅裏の畑でままごと遊びをやっていた時に唐辛子の葉を切った時、そのままの手で目をこすってしまったために目の前が赤くなり、それ以来苦手になった[2]。
- 中学生の頃に門限を破って帰宅したところ、空手をやっていた父親から蹴りを入れられたことがある[2]。
- 声優やナレーションと言った声の出演が多い。アニメ映画などの声優や、舞台版『電車男』のエルメス役の声だけの出演などの仕事に加え、『ポケットモンスター』の映画のナレーションや、『ニュースステーション』のナレーションの仕事も経験している。2008年（平成20年）時で映画には8本出演しているが、その中の6本は声優やナレーターとしての出演である。
- タレント活動は高校時代から行っているが、スカウトされた当時に在学していた学校は芸能活動を許しておらず、2年次の途中にタレント活動専念のため日出女子学園高校に転校している。多忙のため単位が取れず補習を受ける事も多く、補習は卒業式の直前まで続いた。そのため、体育の授業は中学生と一緒のこともあった[2]。卒業式当日には、高校の屋上で単独記者会見を開いた[21]。
- ビデオリサーチ社が年2回行なっている『好きなタレントランキング』では、ランキング上位入りする事が多い[22]。
- 関根勤にデビュー時から可愛がられている。関根は熱烈な優香ファンで、優香の本名である「広子」の由来について「お父さんが『心が広い子に育つように』って付けたんです」と各所で語っている[23]。その由来については本当にそうであるが、本人曰く、祖父の名前から一字もらって名付けられたという説もある[2]。
- 一緒に番組の司会をしているさまぁ〜ずとはプライベートでも仲が良い[24]。
- 世界水泳では、2001年（平成13年）の福岡を筆頭に2003年（平成15年）のバルセロナ、2005年（平成17年）のモントリオール、そして2007年（平成19年）のメルボルン大会と4大会連続で日本勢の応援サポーター（キャスター）として出演していた。その後もキャスターとしての取材活動、インタビュー取材も行っている。
- メスのミニチュアダックスフンドをペットとして飼っている。今でも元気に散歩をするが、散歩嫌いなところがある。このミニチュアダックスフンドのことを、『エアー』（小学館 ISBN 4094190260）と言うタイトルの絵本にして出版している。
- 仲の良い有名人は浜口京子で、番組での共演がきっかけで付き合いが始まった。南海キャンディーズ・山崎静代（しずちゃん）とも仲が良い[16]。
- 子供の頃から肉が好き[2]。一方で野菜が苦手[2]。野菜の代わりにグリーンスムージーをよく飲んでいる[16]。

### 芸名について
芸名を『週刊プレイボーイ』（1997年11月25日発売号）やインターネットで一般公募し、最終候補の「優香」か「優奈」かで迷ったというが、「優香」のほうが響きが強い感じがするので「優香」に決定した。由来は、当時の若者言葉に「…って、言（ゆ）うか〜」が使われていたことや、優香の趣味がお香だったこともあり、「優しく香る」との意味も込めた。応募総数は約17,000通、この中には面白い名前もあった。名付け親に選ばれた人には「優香と1日デートできる権利（ただし近くにスタッフ付き）」が贈られた。
本人によれば芸名候補の一つに「パンサー舞」があったことを明らかにしている。

## 出演

### テレビドラマ
- 青の時代 第1・4話（1998年、TBS） - 女子高生 ユカ
- 太陽は沈まない（2000年、フジテレビ） - 伊瀬谷亜美 役
- 20歳の結婚（2000年、TBS） - 主演・中願寺蓮子 役
- Love Story（2001年、TBS） - 小林香乃 役
- 続・平成夫婦茶碗（2002年、日本テレビ） - 結城灯 役
- 優香座シネマ（2002年、テレビ朝日） - 主演
優香自身が主演するオムニバスドラマ6作を、新進気鋭の映像作家が競作する番組。
- 世にも奇妙な物語（フジテレビ）
  - ドラマチックシンドローム（2001年） - 主演・前川理沙 役
  - あけてくれ（2004年） - 主演・シナコ 役
- ほんとにあった怖い話3（2003年、フジテレビ）
- 大河ドラマ（NHK総合）
  - 新選組!（2004年） - 深雪太夫（お幸）、お孝 役
  - 花燃ゆ（2015年） - 杉寿/小田村寿 役
- X'smap〜虎とライオンと五人の男〜（2004年12月25日、フジテレビ） - ひばり 役
- ミスキャストシアター（2005年、フジテレビ）
- ディズニードラマスペシャル 星に願いを〜七畳間で生まれた410万の星〜（2005年8月26日、フジテレビ） - 佐藤陽子 役
- スペシャルドラマ 恋愛小説 デューク（2006年7月17日、TBS） - 立花香子 役
- 24時間テレビ29「愛は地球を救う」「ユウキ」（2006年8月26日放送、日本テレビ） - ヨシエ 役
- 新美味しんぼ（フジテレビ） - 栗田ゆう子 役
  - Part 1（2007年1月20日）
  - Part 2（2007年11月17日）
  - Part 3（2009年11月14日）
- まるまるちびまる子ちゃん 第3話（2007年、フジテレビ） - 雑貨屋店員 役
- 終戦記念特別ドラマ・真実の手記 BC級戦犯 加藤哲太郎「私は貝になりたい」（2007年8月24日、日本テレビ） - 加藤不二子 役
- グータンヌーボな女たち（2007年10月3日放送、関西テレビ） - 田中優香 役
- 魔王 第4話 - 第7話（2008年、TBS） - 成瀬真紀子 役
- 恋のから騒ぎ 〜Love Stories V〜「葬儀屋の女」（2008年10月10日、日本テレビ） - 主演・本田ユリ 役
- こちら葛飾区亀有公園前派出所 第8話（2009年9月26日、TBS） - 泉先生（小学生時代の先生） 役
- マイガール（2009年、テレビ朝日） - 塚本陽子 役
- BUNGO -日本文学シネマ-「黄金風景」（2010年2月15日、TBS系） - 主演・お慶 役
- 終戦記念ドラマスペシャル この世界の片隅に（2011年8月5日、日本テレビ） - 白木リン 役
- T-UP presents サムズアップ!（2011年、BSフジ、見参楽） - 主演・はな 役
- 本日は大安なり（2012年、NHK総合） - 主演・山井多香子 役[26]
- パパドル!（2012年、TBS） - 花村遥 役
- 悪夢ちゃん（2012年、日本テレビ） - 平島琴葉 役
- ハクバノ王子サマ 純愛適齢期（2013年、読売テレビ） - 主演・原多香子 役[27]
- 地獄先生ぬ〜べ〜（2014年、日本テレビ） - 美奈子先生 役（友情出演）
- キャロリング〜クリスマスの奇跡〜（2014年、NHK BSプレミアム） - 主演・折原柊子 役
- 木曜時代劇『ちかえもん』（2016年1月 - 3月、NHK総合） - お袖 役[28]
- 臨床犯罪学者 火村英生の推理（2016年1月 - 3月、日本テレビ） - 小野希 役[29]
- 三屋清左衛門残日録 - 里江 役
  - 登場編（2016年2月6日、BSフジ）[30]
  - 完結編（2017年2月11日、BSフジ）[30]
  - 三十年ぶりの再会（2018年3月3日、時代劇専門チャンネル）[31]
  - 新たなしあわせ（2020年3月14日、時代劇専門チャンネル）
  - 陽の当たる道（2021年9月20日、時代劇専門チャンネル4K）
  - あの日の声（2023年1月14日、時代劇専門チャンネル）
  - 第8作（2024年12月8日〈予定〉、時代劇専門チャンネル）[32][33]
- 火の粉（2016年4月 - 5月、東海テレビ制作・フジテレビ系） - 梶間雪見 役[34]
- 植木等とのぼせもん（2017年9月2日 - NHK総合） - 植木登美子 役
- 都庁爆破!（2018年1月2日 - TBS） - 本郷麻由子 役[35]
- 記憶（2018年、フジテレビNEXT/J:COM） - 本庄遥香 役
- 家康、江戸を建てる（前編）「水を制す」（2019年1月2日、NHK総合） - 伊可 役
- Living 第3話（2020年6月6日、NHK総合） - （声）
- ムチャブリ! わたしが社長になるなんて（2022年1月12日 - 3月16日、日本テレビ） - 桧山凛々子 役[36]
- 警視庁アウトサイダー（2023年1月5日 - 、テレビ朝日） - 仁科素子 役[37]
- やさしい猫（2023年6月24日 - 7月29日、NHK総合） - 主演・奥山ミユキ 役[38]
- 広重ぶるう（2024年3月23日、NHK BSプレミアム4K） - 加代 役[39]
- ジャンヌの裁き（2024年1月12日 - 3月8日、テレビ東京） - 草壁佐和子 役[40]

### WEBドラマ
- 女たちは二度遊ぶ「平日公休の女」（NTTドコモ携帯電話TV「Bee TV」2010年4月7日） - 主演
- T-UP presents サムズアップ! （フジテレビ無料動画サイト「見参楽（みさんが!）」 2011年10月25日 - 3か月配信） - 主演[41]

### 映画
- 恋に唄えば♪（2002年） - 主演・桜井ユミ 役
- 輪廻（2005年） - 主演・杉浦渚 役
- 体脂肪計タニタの社員食堂（2013年）[42] - 主演・春野菜々子 役
- 黒執事（2014年） - 若槻華恵 役
- 悪夢ちゃん The 夢ovie（2014年） - 平島琴葉 役
- WOOD JOB! 〜神去なあなあ日常〜（2014年） - 飯田みき 役
- ギャラクシー街道（2015年） - レイ 役[43]
- 人生の約束（2016年） - 大場由希子 役[44]
- オーバー・フェンス（2016年） - 尾形洋子 役
- 羊の木（2018年） - 太田理江子 役[45]
- ごっこ（2018年） - 戸神マチ 役
- 君は月夜に光り輝く（2019年3月15日、東宝） - 岡崎 役[46][47]
- TOKYOタクシー（2025年11月21日公開予定、松竹） - 宇佐美薫 役[48]

### バラエティ（レギュラー）
現在
- クイズプレゼンバラエティー Qさま!!（2004年10月 - 、テレビ朝日）

過去
- ミックスパイください（1998年3月 - 9月、中部日本放送）
- 今夜は帰して!!（1998年4月 - 9月、テレビ朝日）
- 集まれ!ナンデモ笑学校（1998年10月 - 1999年3月、テレビ東京） - この番組で志村けんと初レギュラー共演
- ヴェルディが好きだ（1998年4月 - 1999年12月、日本テレビ）
- 全国制覇バラエティー ジパング大決戦!（1998年10月 - 1999年2月、毎日放送）
- Gパラダイス・RAVE2001（1998年4月 - 2000年3月、テレビ東京）
- ろみひー（1998年10月 - 1999年12月、中京テレビ）
- 恋ボーイ恋ガール（1999年4月 - 9月、フジテレビ）
- A・A・A（1999年4月 - 2000年3月、名古屋テレビ）
- u-k@（2000年1月 - 3月、フジテレビ）
- ターニングポイント（1999年1月 - 2000年9月、朝日放送）
- おウチに帰ろう!（2000年10月 - 2001年3月、TBS）
- 優香のMusic Premium（2000年4月 - 2001年3月、北海道文化放送）
- あごまくら（2002年4月 - 9月、名古屋テレビ）
- 笑う犬の発見（2001年10月 - 2002年9月、フジテレビ）
- ウルトラショップ（2001年10月 - 2002年9月、日本テレビ）
- ウンナンのホントコ!（1998年10月 - 2002年3月、TBS）
- ピンパパ（2001年4月 - 2002年3月、中京テレビ）
- Chanoma girls（2002年4月 - 2002年9月、中京テレビ）
- ウッチャきナンチャき（2002年4月 - 2003年2月、TBS）
- 優香&ビビアンのムチャ修行!（2002年10月 - 2003年3月、中京テレビ）
- サムズアップ人生開運プロジェクト（2003年4月 - 9月、朝日放送）
- 世界プチくら!（2003年10月 - 11月、朝日放送）
- さまぁ〜ずと優香の怪しい××貸しちゃうのかよ!!（2002年4月 - 2004年9月 テレビ朝日）
- ポップジャム（2002年4月 - 2005年3月、NHK総合）
- 小学生クラス対抗30人31脚全国大会（2001年 - 2005年、テレビ朝日）
- Shimura-X天国（1999年5月 - 2000年9月、フジテレビ）
  - 変なおじさんTV（2000年10月 - 2002年9月、フジテレビ）
  - 志村流（2002年10月 - 2004年3月、フジテレビ）
  - 志村塾（2004年4月 - 2004年9月、フジテレビ）
  - 志村通（2004年10月 - 2005年9月、フジテレビ）
  - 志村けんのだいじょうぶだぁII（2005年10月 - 2008年3月、フジテレビ）
  - 志村屋です。（2008年4月 - 2010年4月、フジテレビ）
  - 志村軒（2010年4月 - 2012年3月、フジテレビ）
  - 志村劇場（2012年4月 - 2013年3月、フジテレビ）
  - 志村だヨ!（2013年4月 - 9月、フジテレビ）
  - 志村笑!（2013年10月 - 2014年3月、フジテレビ）
- グータン〜自分探しバラエティ〜（2004年4月 - 2005年3月、関西テレビ）
  - 空飛ぶグータン〜自分探しバラエティ〜（2005年4月 - 2006年3月、関西テレビ）
  - グータンヌーボ（2006年4月12日 - 2012年3月21日、関西テレビ）
- ぐるぐるナインティナイン「ゴチになります!7」（2006年1月 - 12月、日本テレビ）
- 金曜日のキセキ（2010年10月 - 2011年6月、フジテレビ）
- 王様のブランチ（2003年4月 - 2012年3月、TBS・BS-TBS）
- くだまき八兵衛X（2011年1月 - 2012年3月、テレビ東京）
- 恋の行き先、タヒチ（2012年10月 - 2013年、テレビ朝日） - ナレーター
- 逆向き列車（2014年2月3日 - 2月24日、テレビ東京） - ナレーター

### 特別番組
- 志村けんのバカ殿様（フジテレビ、毎年正月と、春・秋の番組改編期に放送）
- 関根&優香の笑うシリーズ（テレビ朝日、毎年正月と夏休みに放送）
- 超豪華!!スタア同窓会（日本テレビ、不定期）
- 世界水泳（2001年 - 2007年、テレビ朝日） - 福岡大会（2001年）、バルセロナ大会（2003年）、モントリオール大会（2005年）、メルボルン大会（2007年）。
  - 今日も感動。優香の世界水泳ハイライト（2001年 - 2005年、テレビ朝日）
世界水泳のダイジェスト番組。福岡大会、バルセロナ大会、モントリオール大会。
  - 優香のおはよう! 世界水泳 GO! GOLD! JAPAN!2007メルボルン（2007年、テレビ朝日）
世界水泳モントリオール大会のダイジェスト番組。
- 第54回NHK紅白歌合戦（2003年12月31日、NHK総合・ラジオ第1） - 審査員
- 旭山動物園日記2008冬 〜雪景色の動物たちと飼育員の新たなる挑戦〜（2008年2月10日、北海道テレビ）
- 決断の瞬間に密着!いきざま大図鑑（2022年12月14日、日本テレビ） - ナレーター

### ドキュメンタリー
- 人間ビジョンスペシャル「青いツバメ〜秋野豊 タジキスタンからのEメール〜」（2005年2月27日、北海道テレビ・テレビ朝日系全国ネット） - ナビゲーター
- テレメンタリー2010「旭山動物園が描く未来〜消えゆく森のボルネオゾウを救え!〜」（北海道テレビ、2010年11月19日） - ナレーター
- HTB環境スペシャル第2弾「ボルネオゾウを救え! 旭山動物園坂東園長の挑戦〜3年間の軌跡〜」（北海道テレビ、2010年11月27日） - ナレーター

### 教育番組
- てれび絵本「おばけちゃんシリーズ」（松谷みよ子作、NHK教育、2007年4月23日 - 5月11日） - 朗読

### ラジオ
- TOSHIBA優香@net （TOKYO FM） - テーマソングは稲田光穂担当。この番組で自ら初めて作詞を経験。
- HiP HOP パラダイス!! （文化放送） - HiPのメンバーとして出演
- 古本新之輔 ちゃぱらすかWOO! （文化放送）
- オレたちXXXやってま〜す （毎日放送）
- Bitter Sweet Cafe 〜忘れられない恋のうた〜（ニッポン放送）
- 太田胃散 presents 優香のI Feel You （2005年4月 - 2009年3月、TOKYO FMほかJFN系8局ネット）
- 優香 明日へSwitch!（2009年10月 - 2011年9月30日、TBSラジオ）
- 筆まめ prestnts 優香 やさしい時間（2011年10月4日 - 12月30日、TBSラジオ）
- 優香のココロ・カラダ・ゲンキ （2012年10月6日 - 2014年3月30日、TOKYO FM）
- ハートホームダイアリー 〜緑山鳩子の不動産日記〜（2016年12月 - 、TOKYO FM） - 緑山鳩子 役[49]

### テレビアニメ
- Suzy’s Zoo だいすき!ウィッツィー（2011年5月29日 - 、TBS） - ティッター&トッター 役

### 劇場アニメ
- チキンラン（2001年） - 主役・ジンジャー役
- ピカピカ星空キャンプ（2002年） - ナレーター
- ぼくの孫悟空（2003年） - 主役・孫悟空（石猿） 役[50]
- ももへの手紙（2012年） - 宮浦いく子 役

### 吹き替え
- コックリさん（2005年） - 主役・イ・ユジン 役
- アイス・エイジ2（2006年） - ヒロイン：マンモス・エリー 役
- ストリングス〜愛と絆の旅路〜（2007年） - ジーナ 役

### 舞台
- 電車男（2005年） エルメス役（声のみ出演）
- 酒と涙とジキルとハイド（2014年、2018年）　イヴ 役
- 不信～彼女が嘘をつく理由（2017年）　女1 役

### CM・広告
- 「大召喚!!マジゲート」  gloops
- 「筆まめシリーズ」筆まめ
- サッポロビール
  - 「サッポロ オフの贅沢 」
  - 「サッポロ ホップ畑の香り」
- 花王
  - 「リセッシュ」 ※ CMのほか、店頭POP「さぁ、ワクワク楽しい大そうじ!」（2012年12月。阿部サダヲ、宮川大輔、指原莉乃）に出演。
  - 「ソフィーナ クッション泡洗顔料」（2012年 - ）「ソフィーナ オイルメイク落とし」（2015年 - ） ※ クッション泡洗顔料編では高畑淳子と共演。
  - 「リーゼ」
- 「トモダチコレクション」 任天堂
- SoftBank
  - 「Tropical SoftBank 823P」「MIRROR II SoftBank 824P」 ※「王様のブランチ」司会の谷原章介と同じコンビで共演。旧「J-PHONE東海」時代のCMにも出演。
- 「ジョインベスト証券」 ジョインベスト証券
- 「テレ朝ごはんプロジェクト」 テレビ朝日・米穀安定供給確保支援機構
- トヨタ自動車
  - 「T-UP」
  - 「ヴォクシー」（2020年9月〜）※ 夫の青木崇高と共演。
- 「デッセ・デサント」 デサント
- 「太田胃散A錠剤」 太田胃散
- 「スリムビューティハウス」 スリムビューティハウス
- 「明光義塾」 明光義塾
- 「Goo Cupシリーズ」 ほっかほっか亭
- 「コミュファ」 中部テレコミュニケーション
- サントリー
  - 「カロリ。」「カクテルカロリ。」
- 「メンソレータム」 ロート製薬
- 「午後の紅茶」 キリンビバレッジ
- ポーラデイリーコスメ（現・PDC）
  - 「プレッセ」
  - 「セルディ」
- 「ジョージア」 日本コカ・コーラ
- 「new balance（ニューバランス）」 サンワールドインターナショナル（現・ビリーフ）
- 「どん兵衛」 日清食品 ※ 中村紀洋選手（当時大阪近鉄バファローズ）・戸田和幸選手（当時清水エスパルス） と共演。
- 江崎グリコ
  - 「ジャイアントコーン」
  - 「パピコ」
  - 「ポイカジ」 ※ CMソングは「time after time」の『Everything』。
  - 「マカダミアチョコレート」
- 「カラリオ」 エプソン
- 「Car Sensor（カーセンサー）」 リクルート
- 日本ケンタッキー・フライド・チキン
  - 「チキンフィレサンド」「チキングルメサンド」「チキンクリスピーピタ」など多数・・
- 「Elis（エリス）」 大王製紙
- 「ダービースタリオン99」 アスキー
- 「InfoSphere」 NTTPCコミュニケーションズ
- 「マツモトキヨシ」 マツモトキヨシ
- 「広島エールエール専門店街」イメージキャラクター
- 「不正改造車を排除する運動」キャンペーンポスター 運輸省（現・国土交通省）
- 「旅券の日」キャンペーンキャラクター 外務省
- 「年金週間」キャンペーン広告 社会保険庁（現・日本年金機構）
- 「風疹予防接種」キャンペーンポスター 厚生省（現・厚生労働省）
- 「所得税の確定申告書が新しくなります」キャンペーン広告 国税庁・税務署
- 「全国労働衛生週間」キャンペーンポスター 厚生労働省
- 「圏央道（首都圏中央連絡自動車道）」 あきる野IC⇔八王子JCT開通広告 国土交通省
- 「食事バランスガイド」「めざましごはんキャンペーン」 農林水産省
- 「パープルダイヤル」 内閣府
- 「やすらぎ気分のコーン茶」 ポッカコーポレーション
- 「国民年金基金」 国民年金基金連合会
- 「オールブラン」 日本ケロッグ
- 東芝 生活家電イメージキャラクター（2014年8月 - ）[51]
- 「ドリエル」 エスエス製薬（2017年8月 - ）[52]
- 「朝マック」 日本マクドナルド [53]

### その他
- FUNKY MONKEY BABYS「LOVE SONG」 - PV&ジャケットに出演（2011年）

## DVD
- 優香 Breath（ポニーキャニオン）
- 優香 to（ポニーキャニオン）
- 優香 be（ポニーキャニオン）
- 優香 Yuka（ハピネット・ピクチャーズ）
- 優香座シネマ（ポニーキャニオン）
- ファイブスター 優香/Breath（ポニーキャニオン） 優香-Breathの廉価版
- TIME UP（NITRO）（ビクターエンタテインメント）

## 書籍
- エアー（小学館 ISBN 4094190260）
- ひるねのほんね（角川書店 ISBN 4048836293）

### 写真集
- ZIP（英知出版） ISBN 4754211901
- VIM（英知出版） ISBN 4754211898 ※吉井怜と共演
- Sirena（テイアイエス） ISBN 4886181791
- Perfume（ワニブックス） ISBN 4847025288
- CARAT（双葉社） ISBN 4575472794
- Innocent（集英社） ISBN 4087803058
- 優香裏写真集 Memories of Innocent（集英社） ISBN 4087803090
- 恋に唄えば♪（角川書店） ISBN 4048535269
- 超立体プライベートVIEW 優香 Pure&Lure（新潮社） ISBN 4108990277
- 優香ボディー（講談社） ISBN 4062175495
- 優香グラビア(講談社） ISBN 4062175487
- 優香グラビア特装版 (講談社） ISBN 4062176491

## 楽曲
- CALLING（NITRO）（ビクターエンタテインメント）
- 映画「恋に唄えば♪」オリジナルサウンドトラック（イディア/アルファ・エンタテインメント）
- プラスねんきん（国民年金基金CMソング）[54]
- この恋届きますように（稲田光穂） - 作詞（2007年4月時点で未CD化）

## 受賞歴
- 1997年
  - ファイブスターガール第1期生
- 1999年
  - 第36回ゴールデン・アロー賞 グラフ賞
  - 第6回みうらじゅん賞
- 2000年
  - 第37回ゴールデン・アロー賞 最優秀新人賞
  - 第25回ザテレビジョンドラマアカデミー賞 新人俳優賞（『太陽は沈まない』）[55]
- 2001年
  - 第38回ゴールデン・アロー賞 放送賞
  - 二十歳のベスト・パール・ドレッサー2001
- 2003年
  - 第26回日本アカデミー賞 新人俳優賞（『恋に唄えば♪』）[56]
  - 第40回ゴールデン・アロー賞 ゴールデン・グラフ賞（40回記念の特別表彰）【※第31回〜第40回までの10年の『グラフ賞』の受賞者の中でもっともフォトグラファーな人に与えられる賞。】
  - ベスト・ヘア賞
- 2007年
  - 第1回ブライダルジュエリープリンセス
  - Eライン・ビューティフル大賞
- 2008年
  - ベスト食識オーナー賞（著名人部門）
- 2010年
  - 第8回クラリーノ美脚大賞
- 2011年
  - ベストレザーニスト2011
- 2012年
  - The Best of Beauty 2012 30代部門